# Underwood (Minnesota)
Underwood és una població dels Estats Units a l'estat de Minnesota. Segons el cens del 2000 tenia 319 habitants.

## Demografia
Segons el cens del 2000, Underwood tenia 319 habitants, 142 habitatges, i 95 famílies. La densitat de població era de 293,3 habitants per km².
Dels 142 habitatges en un 28,2% hi vivien nens de menys de 18 anys, en un 55,6% hi vivien parelles casades, en un 9,9% dones solteres, i en un 32,4% no eren unitats familiars. En el 30,3% dels habitatges hi vivien persones soles el 20,4% de les quals corresponia a persones de 65 anys o més que vivien soles. El nombre mitjà de persones vivint en cada habitatge era de 2,25 i el nombre mitjà de persones que vivien en cada família era de 2,74.
Per edats la població es repartia de la següent manera: un 23,2% tenia menys de 18 anys, un 8,8% entre 18 i 24, un 21,3% entre 25 i 44, un 20,1% de 45 a 60 i un 26,6% 65 anys o més.
L'edat mediana era de 40 anys. Per cada 100 dones de 18 o més anys hi havia 84,2 homes.
La renda mediana per habitatge era de 29.000 $ i la renda mediana per família de 34.375 $. Els homes tenien una renda mediana de 28.438 $ mentre que les dones 21.875 $. La renda per capita de la població era de 19.465 $. Entorn del 10,5% de les famílies i el 14,2% de la població estaven per davall del llindar de pobresa.

## Poblacions més properes
El següent diagrama mostra les poblacions més properes.